# Herálec (zámek)
Zámek Herálec se nachází v obci Herálec v okrese Havlíčkův Brod. Dnes slouží jako luxusní hotel. Je chráněn jako kulturní památka České republiky.

## Historie
Obec je poprvé zmiňována na listině papeže Honoria III. z roku 1226. V minulosti zde pravděpodobně stály tři tvrze, přičemž jednu, postavenou ve 12. století, jako centrum panství využíval Řád německých rytířů. Tato tvrz stála nedaleko kostela sv. Bartoloměje a později ji získal Oldřich z Říčan a Křivosudova a následně ji jako odúmrť král Václav II. daroval Reinerovi z Florencie. Roku 1305 pak jednu z tvrzí koupil Heidenrich, opat kláštera v Sedlci. Je ovšem možné, že se tato zmínka vztahuje k tvrzi, která stála v místech dnešního zámku. Kolem roku 1306 vlastnil Herálec Jindřich I. z Rožmberka, ovšem už roku 1307 jej získal pražský biskup Jan IV. z Dražic.

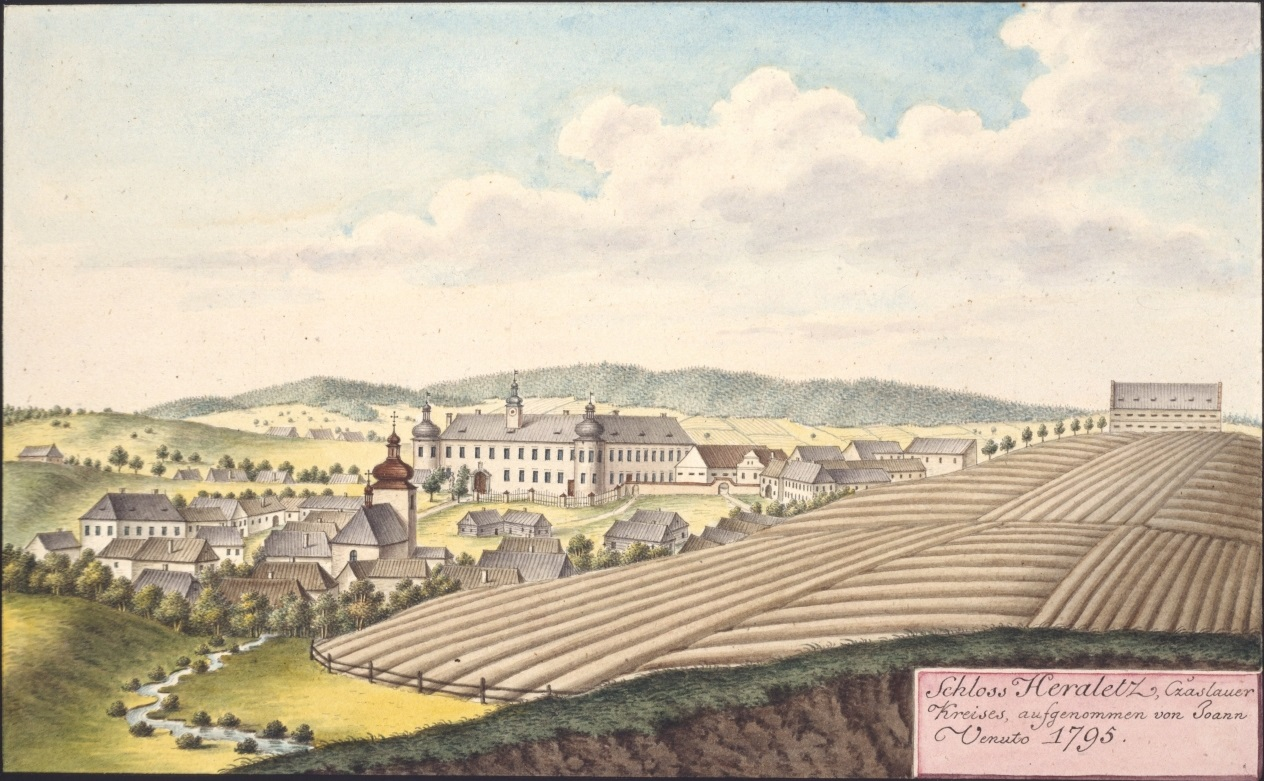
Zámek a městečko na kresbě Johanna Venuta z roku 1793

Arcibiskupství drželo panství do husitských válek, následně jej získali Trčkové z Lípy. Ti roku 1559 provedli rozšíření původní věžovité tvrze o další budovu. Roku 1602 od Kryštofa Jaroslava Trčky panství odkoupil Kryštof Karel z Roupova. Ten nechal tvrz přestavět a následně k Herálci připojil panství Humpolec. V letech 1658–1661 prošla přestavbou do podoby barokního zámku. Roku 1838 se dostal do vlastnictví Trauttmannsdorfů a prošel novogotickou přestavbou. V letech 1862, 1890 a 1935 prošel drobnými úpravami.
Po roce 1945 zámek stát zkonfiskoval a umístil do něj politickou školu a později zvláštní internátní školu. Po roce 1989 je v soukromém vlastnictví. Dnes jej vlastní společnost Malý zámeček, která zdevastovaný zámek nechala kompletně opravit a od roku 2011 zde provozuje luxusní pětihvězdičkový hotel Chateau Herálec.